# Mai Tai
El Mai Tai és un còctel fet de rom, licor de curaçao, orgeat syrup i suc de llima. És un dels còctels característics de la cultura tiqui.

## Història
Victor J. Bergeron va afirmar haver inventat el Mai Tai l'any 1944 al seu restaurant Trader Vic's d'Oakland. Al seu torn, Donn Beach va afirmar que l'havia creat ell per primera vegada el 1933, tot i que un col·lega seu va reconèixer que Beach es referia al fet que el Mai Tai es basava en el seu còctel QB Cooler. La recepta de Beach és més complexa que la de Bergeron i hi ha qui creu que el sabor és diferent.
El Mai Tai es va introduir a Hawaii l'any 1953 quan Bergeron va crear un menú de còctels per als hotels Matson Company, el Royal Hawaiian Hotel i l'Hotel Moana. El còctel de seguida va ser un èxit. El nom es va prendre de maitaʻi, la paraula tahitiana per a «bo» o «excel·lència».

## Recepta
Les variants poden incloure l'addició de sucs d'amaretto, falernum, bíter, granadina, taronja, pinya, aranja, etc. Aquesta gran variació d'ingredients utilitzats existeix perquè Trader Vic's va mantenir la recepta sense publicar durant gairebé trenta anys, fet que va obligar alguns competidors a endevinar els ingredients per a satisfer la seva clientela, tot i que diverses receptes publicades a la premsa dels anys 1950 i 1960 van incloure ingredients clau com l'orgeat syrup i el curaçao.
El Mai Tai es va convertir en un còctel popular entre els anys 1950 i 1960 i molts restaurants i bars de temàtica tiki el van incorporar. El Mai Tai va aparèixer també a la pel·lícula d'Elvis Presley de 1961 Blue Hawaii.